# Lutris
Lutris é um gestor de jogos livre e de código aberto para sistemas operacionais baseados em Linux, desenvolvido e mantido por Mathieu Comandon e pela comunidade, listado sob a Licença Pública Geral GNU. O Lutris possibilita a instalação de diversos jogos a partir de seu site, com um único clique, e também se integra ao site do Steam. Scripts de instalação estão disponíveis para alguns jogos difíceis de ser executados na plataforma, que rodam por meio da camada WINE, como o popular League of Legends. Jogos adquiridos por meio da GOG e da Humble Bundle podem ser adicionados por meio de seus próprios lançadores no Lutris. Os jogos são executados em suas respectivas plataformas, como WINE, Steam e emuladores, e podem ser iniciados com a mediação do aplicativo Lutris. Mais de 20 emuladores são suportados, incluindo DOSbox, ScummVM, Atari 800, Snes9x, Dolphin, PCSX2 e PPSSPP.
Em 2013, quando o suporte à Steam foi adicionado pela primeira vez ao Lutris, o portal OMG! Ubuntu! destacou que o banco de dados de jogos Lutris esteve bastante limitado, até aquele momento. Também foi observado que, embora fosse possível submeter instaladores ao banco de dados da plataforma, cada adição precisava ser aprovada manualmente pela equipe de desenvolvimento da Lutris.